# Reserva Biológica Professor José Ângelo Rizzo
Reserva Biológica Professor José Ângelo Rizzo  é uma reserva biológica no estado de Goiás, Brasil.

## Localização

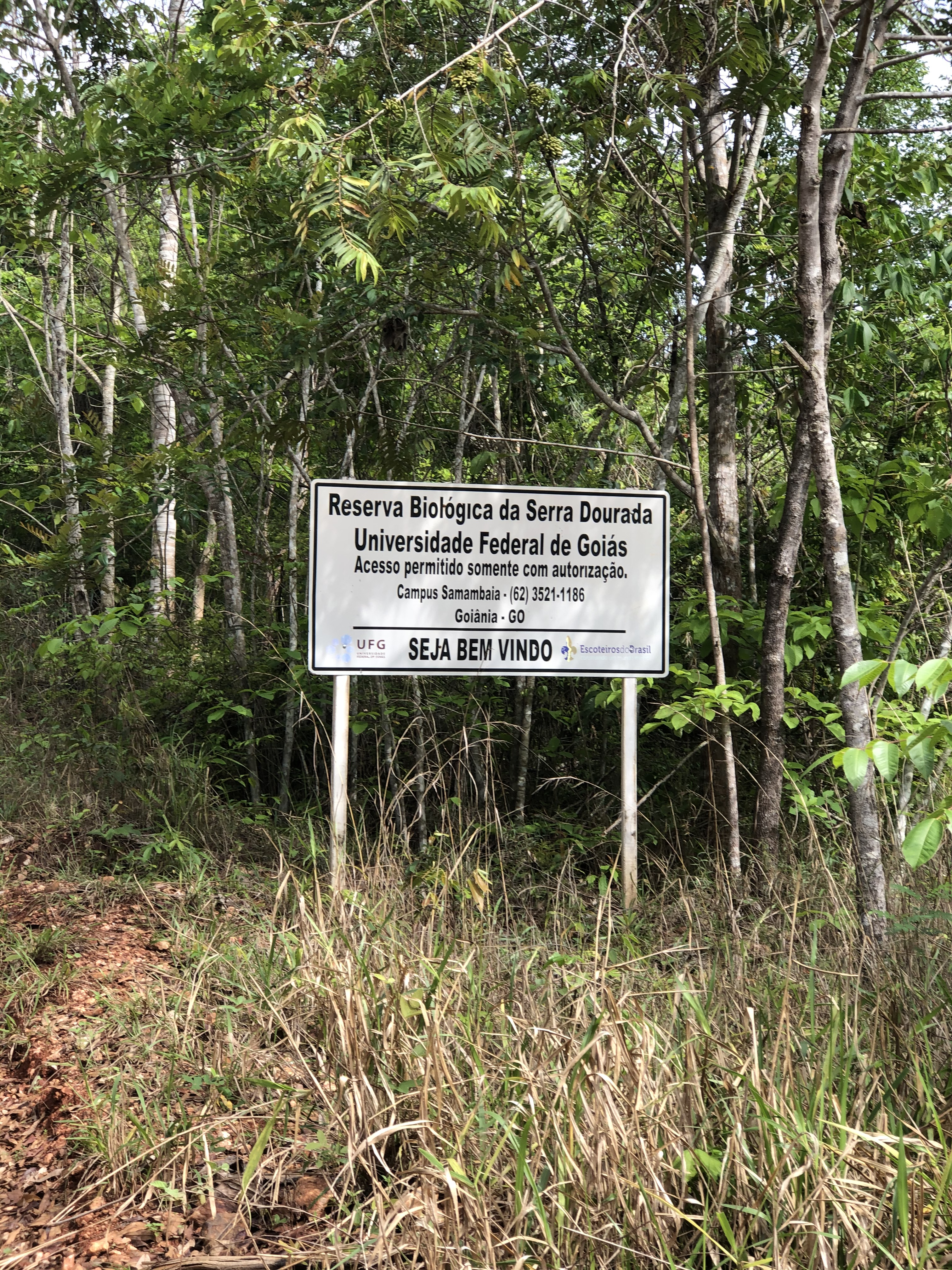
Sinalização de área protegida pela Universidade Federal de Goiás.

A reserva foi criada em 1969 no município de Mossâmedes, cerca de 146 quilômetros (91 mi) de Goiânia. Está localizado na Serra Dourada. A reserva, que abrange 144 hectares (360 acre(s)s), é de responsabilidade da Universidade Federal de Goiás (UFG) e também é conhecida como reserva biológica. Está dentro do Parque Estadual da Serra Dourada.  A reserva é cercada por uma cerca e acessível por estrada de terra. Contém laboratórios e moradias que fornecem uma base para pesquisadores, estudantes e visitantes.

## Meio ambiente
A reserva é de interesse por sua vegetação, formação geológica, vida selvagem e beleza cênica.  A área inclui encostas da Serra e está bem preservada. Apresenta características do cerrado, incluindo a presença de espécies endêmicas. Algumas áreas são desprovidas de plantas altas e cobertas principalmente por grama das espécies de papiro Vellozia e Tibouchina . A fauna é composta principalmente de insetos, aves, anfíbios, répteis e pequenos mamíferos. 